# Vicente Biurrun
Vicente José Fernández Biurrun (São Paulo, Brasil, 1 de septiembre de 1959) es un exfutbolista español. Jugó en la demarcación de portero.

## Trayectoria
Vicente Biurrun nació en la ciudad brasileña de Sâo Paulo en 1959, siendo hijo de inmigrantes vascos establecidos en Brasil por motivos laborales. Así que, aunque era brasileño por nacimiento, Biurrun tenía la nacionalidad española de sus padres. Cuando el futuro portero tenía 5 años de edad, su familia retornó a casa estableciéndose en la ciudad de San Sebastián (País Vasco), de donde provenía. Biurrun se crio en San Sebastián y comenzó a jugar al fútbol como portero en los torneos playeros de la ciudad, cantera de grandes guardametas.
Empezó a jugar en el equipo del colegio Mundaiz y tras pasar por el equipo de preferente Danak del Barrio de Loiola de San Sebastián, Biurrun fue captado por las categoría inferiores de la Real Sociedad de San Sebastián, club en el que completó su formación. En 1977 pasó a jugar en el San Sebastián CF, equipo filial de la Real con el que disputó 78 partidos a lo largo de 4 temporadas. Con el Sanse, Biurrun logró el ascenso de Tercera División a la Segunda División B en la temporada 1979-80.
En 1981 fue ascendido del filial al primer equipo, para cubrir la baja del tercer portero del equipo, Manuel Cervantes, que ante la falta de oportunidades en la Real había fichado por el Real Murcia. Biurrun se encontró con el mismo problema que su predecesor, el puesto de portero de la Real estaba ocupado por el insustituible Luis Miguel Arconada y, presumiblemente, solo una lesión del mismo podría abrir las puertas de la titularidad a otro portero. Además, en tal eventualidad, a priori sería Ochotorena, el segundo portero del equipo, el elegido.
Durante las dos temporadas que estuvo Biurrun en la Real Sociedad los pronósticos se cumplieron, no llegó a debutar en partido oficial. Se limitó a jugar con la Real en un puñado de partidos amistosos. Sin embargo, el propio jugador reconoció años más tarde que fue una de las etapas más bonitas de su vida deportiva. No en vano, la Real Sociedad vivía el momento más brillante de la historia y Biurrun formó parte del mismo. La temporada de su llegada al primer equipo, la Real Sociedad ganó la Liga 1981/82, su segundo título consecutivo de Liga, y debutó en la Copa de Europa de fútbol. La temporada siguiente, la Real ganó la Supercopa de España en su primera edición (1982) y alcanzó las semifinales de la Copa de Europa de fútbol.

### Osasuna
En junio de 1983 se anunció el fichaje de Biurrun por una temporada con Osasuna. Biurrun marchó al conjunto navarro en calidad de traspasado. Por aquel entonces, Biurrun era principalmente conocido por constituir la nota exótica de la Real Sociedad, debido a su origen paulista. El propio jugador reconoció tiempo después que el Osasuna le fichó «como quien compra un billete de lotería por ver si le toca», sin conocer realmente la valía del joven guardameta, al que se le suponían cualidades por el mero hecho de ser suplente de Arconada en la Real Sociedad. Los precedentes de Urruti o Pello Artola, porteros tapados por Arconada en la Real, y que habían triunfado tras fichar por otros equipos, eran el principal aval de Biurrun. Con su fichaje por Osasuna, Biurrun buscaba tener minutos que le estaban vedados en la Real. Al poco de llegar cumplió su sueño de debutar en la Primera División española. Fue en la primera jornada de la temporada, el 6 de septiembre de 1983, en el Osasuna-Salamanca 0-0. Biurrun jugó los primeros partidos de Liga cuajando buenas actuaciones, pero en su cuarto partido, tras haber parado un penalti al brasileño del Sevilla FC Pintinho, falló estrepitosamente en una salida que supuso el 1-0, abriéndose el camino a la goleada sevillista por 3-0. A partir de ese partido, Biurrun pasó a ser suplente de Javier Vicuña durante el resto de temporada jugando solo dos partidos más en Liga y algún encuentro de Copa. En cualquier caso demostró que tenía cualidades y se ganó una prórroga de su contrato con Osasuna, convertido en el segundo portero del equipo.
En su segunda temporada con Osasuna comenzó como suplente, pero a Vicuña, portero titular, le partieron la tibia en la jornada 15.ª de Liga, el 9 de diciembre de 1984, en un CD Málaga-Osasuna. Esta lesión dejó a Vicuña algo más de un año en el dique seco. Biurrun, que tuvo que saltar como sustituto en los minutos finales de aquel encuentro; jugó todas las restantes jornadas de Liga hasta final de temporada, completando en total 20 partidos de Liga esa campaña. El papel de Osasuna esa temporada fue excelente. El equipo se clasificó en 6.º lugar y obtuvo así, por primera vez en su historia, la clasificación para jugar en la temporada siguiente en la Copa de la UEFA. En el plano personal, Biurrun fue toda una revelación cuajando grandes actuaciones en muchos partidos y logrando hacer olvidar la ausencia de Vicuña.
En su tercera temporada en el club navarro, Biurrun fue indiscutible a lo largo de toda la campaña ya que, al comienzo de la misma, Vicuña no se había repuesto todavía de su lesión y cuando lo hizo, no pudo más que quedarse como suplente dado el excelente rendimiento ofrecido por Biurrun. Vicente Biurrun jugó todos los partidos de Liga, 34 en total. Con Osasuna debutó en la Copa de la UEFA, aunque el equipo cuajó una mala campaña en la Liga, acabando en el 14.º puesto. Esa temporada fue la de la confirmación de Biurrun como uno de los porteros más destacados de la Liga Española. Su nombre apareció en numerosos rumores de fichajes, incluidos algunos grandes como el Real Madrid, y a pesar de jugar en un modesto como Osasuna, llegó a estar en el grupo de jugadores que barajó Miguel Muñoz para llevarse al Mundial de México 1986 con la Selección española de fútbol.

### Fichaje por el Athletic Club
Poco antes de terminar la temporada 1985-86 fue fichado por el Athletic Club en una rocambolesca operación que implicó a cuatro equipos; FC Barcelona, Athletic Club, Osasuna y Real Sociedad; y a dos porteros, el propio Biurrun y Andoni Zubizarreta. El FC Barcelona estaba interesado en fichar a Zubizarreta, portero titular e internacional del Athletic Club. Para posibilitar que el Athletic aceptara vender a Zubizarreta, no solo debía el Barcelona ofrecer una importante cantidad de dinero al equipo vizcaíno, sino que este club debía tener garantizado un portero de garantías que pudiera sustituir a Zubizarreta. Para complicar más el asunto, este portero debía ser necesariamente vasco debido a la peculiar filosofía de fichajes del Athletic, lo que limitaba las opciones. Biurrun se perfilaba como el candidato más idóneo. Sin cumplir todavía los 27 años, había alcanzado un buen nombre en las dos últimas temporadas con Osasuna. El jugador quedaba libre el 30 de junio y con Vicuña y un prometedor Juan Carlos Unzué en la recámara, Osasuna no veía con malos ojos traspasar al jugador y obtener así un beneficio. Además, a pesar de haber nacido en Brasil, era hijo de vascos y se había criado en el País Vasco lo que le permitía entrar en una interpretación no restrictiva de la "filosofía" no escrita del club vizcaíno. Si el traspaso de Biurrun al Athletic se cifró oficialmente en 25 millones de pesetas (150.000 euros) pagados por el Athletic a Osasuna, eso fue gracias a que el FC Barcelona facilitó la operación pagando a los navarros otros 50 millones de pesetas (300.000 euros) que, sin embargo, no se computaron como parte del coste del fichaje de Biurrun, sino en virtud de un extraño acuerdo que los catalanes tenían desde meses antes con los osasunistas. Este acuerdo otorgaba a los catalanes una opción de compra sobre la totalidad de la plantilla de Osasuna, pero en caso de no fichar a ningún osasunista antes del 3 de mayo de 1986, el acuerdo obligaba al Barcelona a pagar 50 millones a Osasuna y hacerse con los derechos de un jugador de la plantilla. El FC Barcelona se hizo con los derechos de Biurrun. La complejidad del asunto se debía en parte a que la Real Sociedad, que había traspasado a Biurrun en 1983 a Osasuna, tenía en virtud del acuerdo de traspaso derecho a cobrar la mitad del dinero que pudiera obtener Osasuna de un futuro traspaso. Los realistas protestaron por la operación considerando que el coste real de la venta de Biurrun era de 75 millones de pesetas y no los 25 declarados oficialmente.

#### Etapa en el Athletic Club
Biurrun estuvo cuatro temporadas en el Athletic Club, entre 1986 y 1990. Durante esas cuatro temporadas fue titular indiscutible en la portería de los leones, jugando un total de 173 partidos oficiales. El equipo vasco decidió traspasarlo al RCD Espanyol a cambio de 60 millones de pesetas, para así acometer el fichaje de Ernesto Valverde.

### Final de su carrera
Tras esas cuatro temporadas, fichó por el RCD Español por cuatro temporadas para suceder a Tommy N'Kono. Fue titular indiscutible en sus dos primeras temporadas, pero en la tercera se vio relegado al banquillo. Tras descender el equipo a Segunda división, en la temporada 1992-93, José Antonio Camacho nuevo técnico del Español, decidió fichar a dos porteros de futuro, Toni Jiménez y Arribas, descartando de sus planes a Biurrun. Así que, a pesar de tener todavía un año de contrato en vigor, Biurrun se encontraba sin posibilidades de jugar, por lo que optó por negociar la rescisión del contrato que le ligaba al club, del que quedó desvinculado a principios de octubre.
Una semana después le fichó su primer club, la Real Sociedad, para que hiciera la competencia a Alberto. Al poco de llegar pudo cumplir su anhelo de debutar en partido oficial con la Real Sociedad, fue el 27 de octubre de 1993 en un partido de Copa del Rey contra el Hércules CF. Biurrun no consiguió ser competencia real de Alberto durante las dos temporadas que estuvo en el club, siendo el suplente de Alberto esos dos años y jugando sólo 6 encuentros. Finalmente se retiró en 1995.
Tras su retirada del fútbol, se convirtió en agente de futbolistas, trabajo al que se dedica en la actualidad desde su despacho de San Sebastián.

## Selección nacional
Fue internacional con la selección olímpica española en cinco ocasiones, entre 1987 y 1988. Finalmente, el combinado no logró clasificarse para los Juegos Olímpicos de Seúl. A principios de 1989 fue convocado en dos ocasiones por el seleccionador nacional Luis Suárez, aunque no llegó a debutar con la selección española.
Fue internacional con la Selección de fútbol del País Vasco en 1990.

## Clubes y estadísticas
| Temporada                  | Club                       | Categoría                  | Liga  | Liga  | Copa  | Copa  | Europa | Europa | Total | Total  |
| Temporada                  | Club                       | Categoría                  | Part. | Goles | Part. | Goles | Part.  | Goles  | Part. | Goles  |
| -------------------------- | -------------------------- | -------------------------- | ----- | ----- | ----- | ----- | ------ | ------ | ----- | ------ |
| 1977/78                    | San Sebastián CF           | Tercera División           | ¿?    | ¿?    | ¿?    | ¿?    | -      | -      | ¿?    | ¿?     |
| 1978/79                    | San Sebastián CF           | Tercera División           | ¿?    | ¿?    | ¿?    | ¿?    | -      | -      | ¿?    | ¿?     |
| 1979/80                    | San Sebastián CF           | Tercera División           | ¿?    | ¿?    | ¿?    | ¿?    | -      | -      | ¿?    | ¿?     |
| 1980/81                    | San Sebastián CF           | Segunda División B         | ¿?    | ¿?    | ¿?    | ¿?    | -      | -      | ¿?    | ¿?     |
| Total Sanse                | Total Sanse                | Total Sanse                | ¿?    | ¿?    | ¿?    | ¿?    | -      | -      | 78    | ¿?     |
| 1981/82                    | Real Sociedad              | Primera División           | 0     | 0     | 0     | 0     | 0      | 0      | 0     | 0      |
| 1982/83                    | Real Sociedad              | Primera División           | 0     | 0     | 0     | 0     | 0      | 0      | 0     | 0      |
| Total Real Sociedad        | Total Real Sociedad        | Total Real Sociedad        | 0     | 0     | 0     | 0     | 0      | 0      | 0     | 0      |
| 1983/84                    | CA Osasuna                 | Primera División           | 6     | -8    | ¿?    | ¿?    | -      | -      | 6+?   | 0      |
| 1984/85                    | CA Osasuna                 | Primera División           | 20    | -19   | ¿?    | ¿?    | -      | -      | 20+?  | 0      |
| 1985/86                    | CA Osasuna                 | Primera División           | 34    | -33   | ¿?(1) | ¿?(0) | 4      | -4     | 39+?  | 0      |
| Total Osasuna              | Total Osasuna              | Total Osasuna              | 60    | -60   | ¿?    | ¿?    | 4      | -4     | 64+¿? | -64-¿? |
| 1986/87                    | Athletic Club              | Primera División           | 41    | -46   | 4     | -2    | 4      | -5     | 49    | -53    |
| 1987/88                    | Athletic Club              | Primera División           | 36    | -42   | 3     | -3    | -      | -      | 39    | -45    |
| 1988/89                    | Athletic Club              | Primera División           | 38    | -35   | 4     | -4    | 4      | -8     | 46    | -47    |
| 1989/90                    | Athletic Club              | Primera División           | 36    | -38   | 3     | -2    | -      | -      | 39    | -40    |
| Total Athletic             | Total Athletic             | Total Athletic             | 151   | -161  | 14    | -11   | 8      | -13    | 173   | -185   |
| 1990/91                    | RCD Español                | Primera División           | 38    | -47   | ¿?    | ¿?    | -      | -      | 38    | -47    |
| 1991/92                    | RCD Español                | Primera División           | 38    | -60   | ¿?    | ¿?    | -      | -      | 38    | -60    |
| 1992/93                    | RCD Español                | Primera División           | 5     | -11   | ¿?    | ¿?    | -      | -      | 5     | -11    |
| 1993/94                    | RCD Español                | Segunda División           | 0     | 0     | 0     | 0     | -      | -      | 0     | 0      |
| Total Español              | Total Español              | Total Español              | 81    | -118  | ¿?    | ¿?    | ¿?     | ¿?     | 81    | -118   |
| 1993/94                    | Real Sociedad              | Primera División           | 4     | -7    | 2     | -1    | -      | -      | 6     | -8     |
| 1994/95                    | Real Sociedad              | Primera División           | 0     | 0     | 0     | 0     | -      | -      | 0     | 0      |
| Total Real Sociedad        | Total Real Sociedad        | Total Real Sociedad        | 4     | -7    | 2     | -1    | -      | -      | 6     | -8     |
| Total carrera 1.ª División | Total carrera 1.ª División | Total carrera 1.ª División | 296   | -346  |       |       |        |        |       |        |

## Palmarés

### Campeonatos nacionales
| Título                     | Club                    | País   | Año     |
| -------------------------- | ----------------------- | ------ | ------- |
| Primera División de España | Real Sociedad de Fútbol | España | 1981-82 |
| Supercopa de España        | Real Sociedad de Fútbol | España | 1982    |

## Trivia
- Sus compañeros de Osasuna le apodaron Pintinho, que era el nombre del jugador brasileño del Sevilla FC al que paró su primer penalti en Primera División al poco de debutar con el equipo navarro. Biurrun demostraba bastante habilidad jugando el balón con los pies, lo que no era muy habitual en los porteros de la época. Este hecho unido a su origen brasileño hicieron que se ganara este mote.